# Libythea matsumurae
Libythea matsumurae är en fjärilsart som beskrevs av Hans Fruhstorfer 1909. Libythea matsumurae ingår i släktet Libythea och familjen praktfjärilar. Inga underarter finns listade i Catalogue of Life.